# ارفالة
ارفالة هي قرية مغربية شمال المملكة. تنتمي ارفالة لإقليم أزيلال الساحلي. تضم هذه القرية 9.730 نسمة (إحصاء 2004).